# SN 2011hi
SN 2011hi – supernowa typu II odkryta 11 lutego 2011 roku w galaktyce IC 883. W momencie odkrycia miała maksymalną jasność 17,90m.